# Анна Мей Вонг
Анна Мей Вонг (англ. Anna May Wong, 3 січня 1905 — 2 лютого 1961; уроджена Вонг Люцонг (кит. Трад. 黃 柳 霜, піньінь: Huáng Liǔshuāng, палл.: Хуан Люшуан, англ. Wong Liu-tsong) — китайсько-американська акторка німого, звукового кіно та театру. Перша голлівудська кіноакторка китайського походження, яка добилася популярності. Найвідоміша робота — мелодрама «Шанхайський експрес» (1932).

## Життєпис
Народилася 3 січня 1905 року в кварталі Лос-Анджелеса, населеному ірландськими і німецькими емігрантами, неподалік від Чайнатауна. Її батьки Вонг Самсінг (黃善興 Хуан Шаньсін) і Лі Гон Тієї, емігранти в другому поколінні, тримали пральню, велика родина жила на другому поверсі (Анна мала шестеро братів і сестер). У 1907 році родина Вонг перебралася в китайський квартал, але через два роки переїхала і влаштувалася в кварталі емігрантів з Мексики та Східної Європи.
Анна з дитинства захоплювалася кіно і мріяла про кар'єру акторки. У 1919 році, завдяки протекції батькового друга, зайнятого в кіноіндустрії, дванадцятирічна Анна знялася як статистка в драмі «Червоний ліхтар», де головну роль грала зірка того часу Алла Назимова. Тоді ж вона взяла собі псевдонім. Батько не схвалював професійний вибір дочки і згодом віддалився від неї.
З 1921 року Анну Мей Вонг почали згадувати в титрах, а в 1922 році вона вперше отримала головну роль в мелодрамі «Жертви моря». Ця картина, що описує трагічну історію кохання китаянки на ім'я Квітка Лотоса і врятованого нею білого чоловіка, була стала першим голлівудським кольоровим фільмом (щоправда, його гамма була обмежена тільки червоним і зеленим кольорами). У 1924 році Вонг закріпила успіх, втіливши рабиню-монголку в «Багдадському злодієві» Дугласа Фербенкса. З тих пір, як писали газети, якщо в Голлівуді була потрібна акторка на роль китайської принцеси або рабині, продюсери запрошували Вонг.
Анна Мей Вонг увійшла в число перших акторок-азійок, які втілювали на кіноекрані образи східних жінок. Раніше подібні ролі виконували білі акторки — наприклад, в 1915 році Мері Пікфорд зіграла японку в драмі «Мадам Батерфляй». Перша велика робота Вонг користувалися великим успіхом у публіки, проте національність акторки стала перешкодою на її шляху до слави. Расова дискримінація, що процвітала в той час, обмежувала права кольорового населення, в тому числі і в кіноіндустрії. На ранньому етапі кінематограф час від часу ігнорував правила і випускав картини, де люди різних рас, наприклад, могли бути залучені в романтичні відносини. Однак, починаючи з 1930 року, за прийнятим тоді кінематографічним кодексом подібні сюжети заборонено.
Починаючи з середини 20-х Вонг багато працювала. Преса писала про акторку не інакше як про зірку, проте в основному вона знімалася в підтримуючих ролях, оскільки в тогочасному Голлівуді проєкти, де головне місце відведено китаянці, були рідкістю. Виняток склала драма 1926 «Шовковий букет», де основні ролі, крім Вонг, грали азійські актори. Її найпомітнішими картинами того періоду були драми «Містер Ву» з Лоном Чейні і «У старому Сан-Франциско» з Долорес Костелло (обидві — 1927), мелодрама Фреда Нібло «Диявольська танцівниця» (1927), мелодрама «Криваве місто» з Конрадом Найджелом і Мирної Лой (1928).
У 1928 році Вонг вирушила в Європу і три роки пропрацювала в Німеччині та Великій Британії. У той час там не було упередження проти акторів східного походження, тому Вонг змогла розкрити свій талант: в Європі вона знімалася на головних ролях і швидко домоглася популярності. У німецькому фільмі 1929 «Міський метелик» її героїня Хай-Тан так полюбилася аудиторії, що пізніше Вонг ще кілька разів втілювала китаянок з цим ім'ям.
Частина фільмів того періоду з Вонг дійшла і до американської аудиторії, правда, в дещо урізаному варіанті. Оскільки в США міжрасові стосунки на кіноекрані були заборонені, з мелодрами-мюзиклу 1930 «Полум'я любові» (цим фільмом Вонг дебютувала в звуковому кіно) цензура вилучила сцену, де героїня Вонг цілувала героя британця Джона Лонгдена. Крім того, у Великій Британії акторка дебютувала на сцені театру у постановці «Крейдяне коло», де її партнером був Лоуренс Олів'є. Потім грала у Відні у виставі «Весна».
Вонг повернулася в Америку в 1930 році, коли кінокомпанія Paramount Pictures запропонувала їй контракт і гарантувала головні ролі. У тому ж році дебютувала на Бродвеї в п'єсі «На це місці». Незважаючи на те, що в 1931 році вийшла кримінальна драма «Дочка дракона» (екранізація роману Сакса Ромера), де Вонг виконала головну роль, вона як і раніше відчувала тиск дискримінації. Расизм виражався у нижчих (в порівнянні з іншими акторами) гонорарах. Наприклад, за участь в мелодрамі «Шанхайський експрес» Вонг отримала всього 6000 доларів, тоді як Марлен Дітріх (головна роль) отримала близько 78 тисяч.
У 30-х роках ситуація в Голлівуді погіршилася порівняно з більш толерантними 20-ми, і Вонг все частіше відмовляють на пробах. У 1932 її відмовилися знімати в драмі «Син-дочка», віддавши роль китаянки Лян Ва Гелен Гейс. У 1937 році вона пробувалася на дві ролі у фільмі «Добра Земля» — О-Лан, дружини персонажа Пола Муні, і його коханки на ім'я Лотос, — однак вони відійшли відповідно німкені Луїзі Рейнер і Тіллі Лош родом з Австрії. Причина полягала все в тій же забороні на екранізацію любовних стосунків між людьми різних рас. Закон поширювався і на випадки, коли, наприклад, обидва(-і) актор(к)и різних рас грали східних героїв.
Усвідомивши труднощі побудови кар'єри при таких обмеженнях, Вонг у 1934 році повернулася до Великої Британії, де знову грала в театрі і знялася в трьох фільмах. Серед них була музична романтична комедія «Чу-Чин-Чоу» — вільний переклад казок про Алі-бабу. Проте в тому ж році контракт з Paramount Pictures зобов'язав її повернутися на батьківщину. В кінці 30-х Вонг деякий час отримує головні ролі. Наприклад, зіграла відважну Лан Інь Лін в драмі «Дочка Шанхая» (1937), коханку гангстера Лан Інь в кримінальному фільмі «Небезпечне знання» (1938) та ін.
Кінокар'єра почала згасати з початком Другої світової війни, після того як у 1941 Японія нападом на Перл Гарбор розв'язала військові дії проти США, у зв'язку з чим в суспільстві почало зростати неприйняття японців і азійців вцілому (незважаючи на те, що Японія окупувала південні території Китаю). Протягом десятиліття Вонг знялася всього чотири рази, два з яких — у головні ролі в пропагандистських фільмах антияпонського характеру «Леді з Чунцина» (1942) і «Бомби над Бірмою» (1943).
У 50-х Вонг грала в театрі і знімалася на телебаченні, з'явившись у ряді серіалів. Її остання поява на екрані відбулася в 1960 році, в драмі «Портрет в чорному», де провідні ролі виконали Лана Тернер і Ентоні Куїнн. 
Анна Мей Вонг померла від серцевого нападу 2 лютого 1961 у п'ятдесят шість років. Згодом була удостоєна зірки на Голлівудській Алеї Слави.

## Фільмографія
- 1919 — Червоний ліхтар
- 1924 — Пітер Пен
- 1927 — Диявольська танцівниця
- 1930 — Дзвонить Елстрі